# Religia w Bułgarii

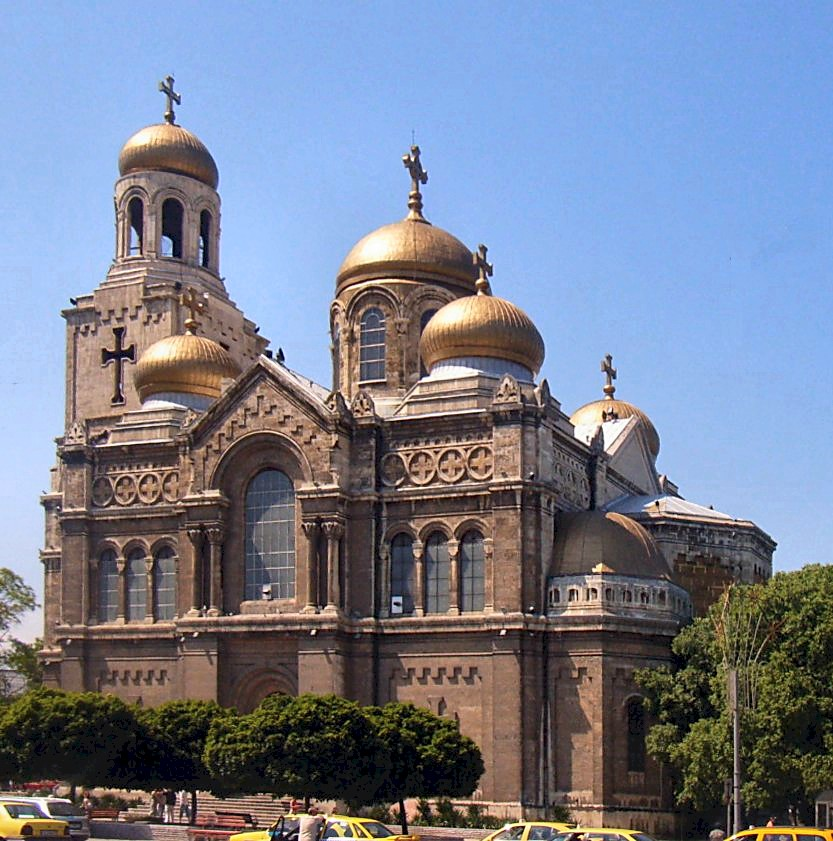
Katedra Zaśnięcia Bogurodzicy w Warnie

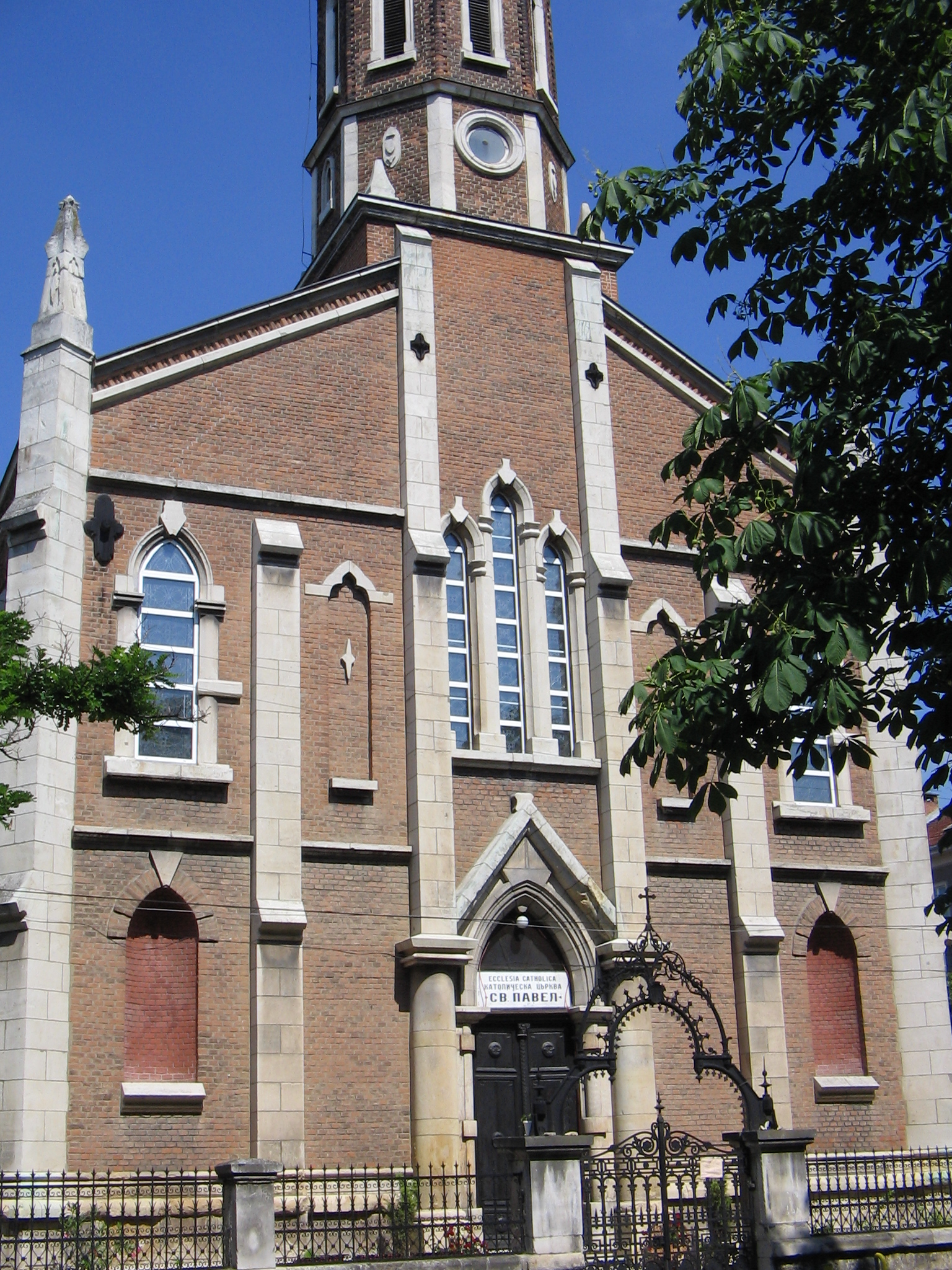
Kościół katolicki pw. św. Pawła od Krzyża w Ruse

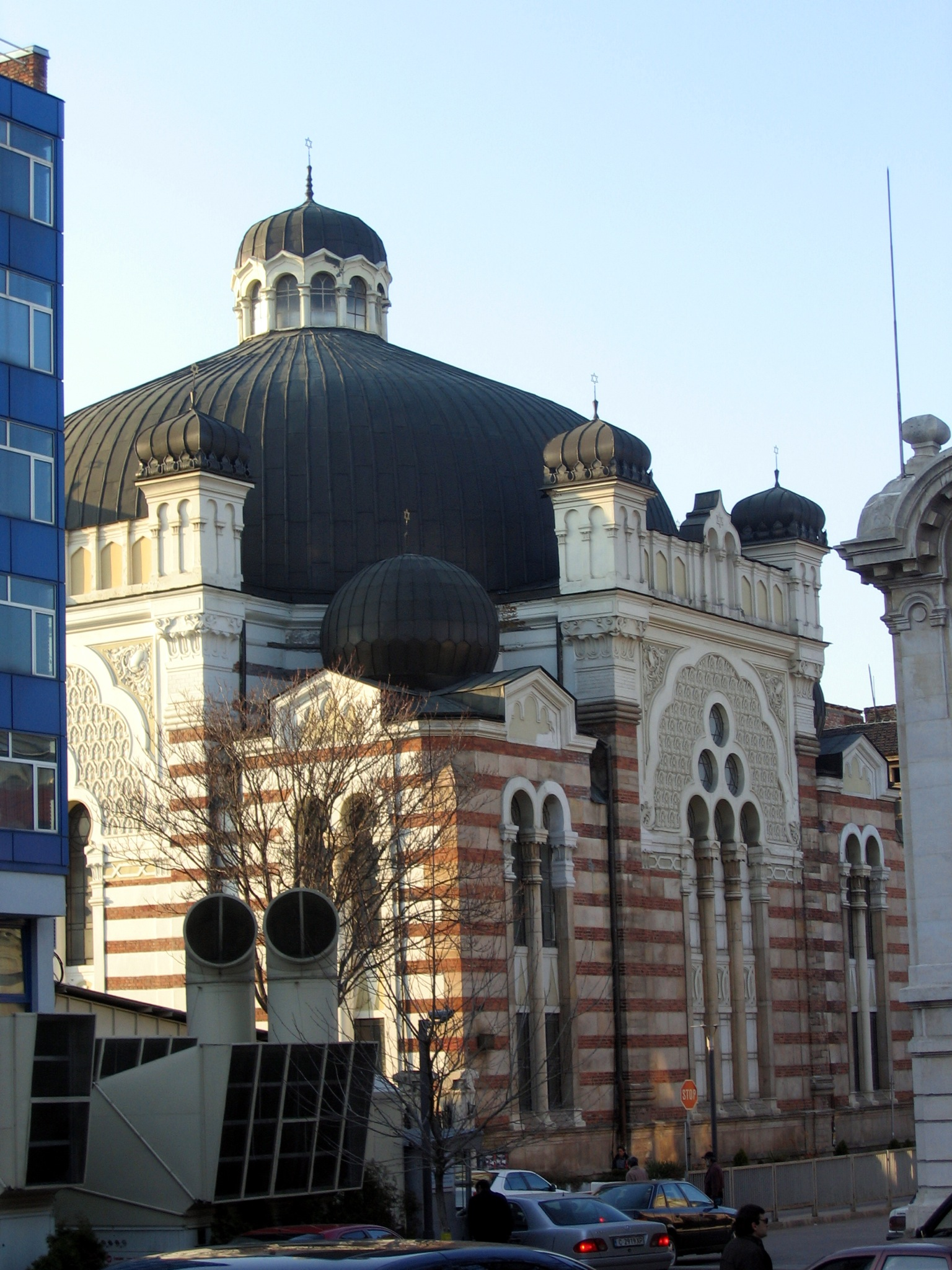
Synagoga Żydowska w Sofii

Religia w Bułgarii – Bułgaria jest tradycyjnie chrześcijańskim państwem od przyjęcia chrześcijaństwa jako religii państwowej w 865 roku. Dominującym wyznaniem jest Bułgarski Kościół Prawosławny, inne kościoły prawosławne to: Rosyjski Kościół Prawosławny, Ukraiński Kościół Prawosławny, Rumuński Kościół Prawosławny i Grecki Kościół Prawosławny. Chrześcijaństwo stanowi ponad 60% ludności Bułgarii.
Katolicyzm przybył do Bułgarii w średniowieczu, a protestantyzm dotarł w XIX wieku. Według spisu powszechnego w 2011 roku ogólna liczba katolików w kraju wynosi około 49 000 i protestantów ponad 64 000. Większość mieszkańców wyznania rzymskiego-katolickiego żyje w Płowdiwie, jak również w niektórych wsiach w północnej Bułgarii. Największymi wyznaniami protestanckimi są: zielonoświątkowcy, adwentyści, baptyści, kalwini i metodyści.
W Bułgarii istnieje także duża mniejszość muzułmańska licząca w 2011 roku ok. 580 tysięcy wiernych, z czego większość to Turcy. Islam ma swoje początki w Bułgarii w IX wieku.
Według najnowszego sondażu Eurobarometru z 2010 roku odpowiedzi mieszkańców Bułgarii na pytania w sprawie wiary były następujące:
- 36% – „Wierzę w istnienie Boga”,
- 43% – „Wierzę w istnienie pewnego rodzaju ducha lub siły życiowej”,
- 15% – „Nie wierzę w żaden rodzaj ducha, Boga lub siły życiowej”,
- 6% – „Nie wiem”.

## Dane statystyczne
| Religie/Kościoły                              | Liczba wiernych | Procent ludności | Źródło danych                           |
| --------------------------------------------- | --------------- | ---------------- | --------------------------------------- |
| Bułgarski Kościół Prawosławny                 | 5 860 000       | 78,2%            | Operation World, 2010                   |
| Islam                                         | 907 171         | 12,1%            | Operation World, 2010                   |
| Kościół Katolicki                             | 74 000          | 1%               | Operation World, 2010                   |
| Unia Zielonoświątkowa (Zbory Boże)            | 54 000          | 0,72%            | Operation World, 2010                   |
| Kościół Boży (3)                              | 38 000          | 0,51%            | Operation World, 2010                   |
| Unia Kościoła Bożego                          | 37 000          | 0,49%            | Operation World, 2010                   |
| Apostolski Kościół Ormiański                  | 18 000          | 0,24%            | Operation World, 2010                   |
| Kościół Adwentystów Dnia Siódmego             | 11 340          | 0,15%            | Operation World, 2010                   |
| Unia Baptystyczna                             | 7500            | 0,1%             | Operation World, 2010                   |
| Unia Ewangelicka Kościołów Kongregacjonalnych | 5000            | 0,06%            | Operation World, 2000                   |
| Kościół Poczwórnej Ewangelii                  | 2535            | 0,04%            | Foursquare Missions, 2015               |
| Świadkowie Jehowy                             | 2724            | 0,036%           | Sprawozdanie Świadków Jehowy, 2022      |
| Mormoni                                       | 2424            | 0,03%            | LDS, 2017                               |
| Kościół Bożych Proroctw                       | 2236            | 0,03%            | Kościół Bożych Proroctw, 2016           |
| Judaizm                                       | 2200            | 0,03%            | Światowy Kongres Żydowski               |
| Zjednoczony Kościół Metodystyczny             | 1282            | 0,02%            | Zjednoczony Kościół Metodystyczny, 2015 |
| Bahaizm                                       | 750             | 0,01%            | Operation World, 2010                   |

Dane statystyczne na 2001 i 2011 rok, według Spisów Powszechnych Bułgarii:
| Religie/Kościoły              | Liczba wiernych (2001) | Liczba wiernych (2011) |
| ----------------------------- | ---------------------- | ---------------------- |
| Prawosławni                   | 6 552 751 (82,6%)      | 4 374 135 (59,4%)      |
| Niezdeklarowani, nieokreśleni | 308 116 (3,9%)         | 2 016 167 (27,4%)      |
| Islam                         | 966 978 (12,2%)        | 577 139 (7,8%)         |
| Niereligijni                  |                        | 272 264 (3,7%)         |
| Protestantyzm                 | 42 308 (0,5%)          | 64 476 (0,9%)          |
| Katolicyzm                    | 43 811 (0,55%)         | 48 945 (0,7%)          |